# 캐피털 원 아레나
캐피털 원 아레나(영어: Capital One Arena)는 미국 워싱턴 D.C.에 위치한 실내 경기장이다. NBA 워싱턴 위저즈와 NHL 워싱턴 캐피털스의 홈경기장으로 사용되고 있으며, 과거 WNBA 워싱턴 미스틱스의 홈경기장으로 사용했다.
| NBA 올스타전 개최 경기장 |                 |                    |
| 2000년                   | 2001년 MCI 센터 | 2002년             |
| 더 아레나 인 오클랜드    | 2001년 MCI 센터 | 퍼스트 유니언 센터 |
|                          |                 |                    |
|                          |                 |                    |

| WNBA 올스타전 개최 경기장 |                 |                    |
| 2001년                    | 2002년 MCI 센터 | 2003년             |
| TD 워터하우스 센터        | 2002년 MCI 센터 | 매디슨 스퀘어 가든 |
|                           |                 |                    |
|                           |                 |                    |

| WNBA 올스타전 개최 경기장 |                      |                                    |
| 2006년                    | 2007년 버라이즌 센터 | 2008년                             |
| 매디슨 스퀘어 가든        | 2007년 버라이즌 센터 | 2008년 하계 올림픽으로 인해 미개최 |
|                           |                      |                                    |
|                           |                      |                                    |

## WNBA경기
| 날짜            | 팀1           | 스코어  | 팀2             |
| --------------- | ------------- | ------- | --------------- |
| 2024년 6월 6일  | 시카고 스카이 | 79 - 71 | 워싱턴 미스틱스 |
| 2024년 6월 7일  | 인디애나 피버 | 85 - 83 | 워싱턴 미스틱스 |
| 2024년 7월 16일 | 피닉스 머큐리 | 96 - 87 | 워싱턴 미스틱스 |